# Ātashgāh-e Vosţá
Ātashgāh-e Vosţá (persiska: آتِشگاهِ بُزُرگ, آتِشگاه وَسَط, آتِشگاهِ وَسَط, آتشگاه وسطی, Āteshgāh-e Bozorg) är en ort i Iran.   Den ligger i provinsen Kohgiluyeh och Buyer Ahmad, i den centrala delen av landet, 500 km söder om huvudstaden Teheran. Ātashgāh-e Vosţá ligger 802 meter över havet och antalet invånare är 104.
Terrängen runt Ātashgāh-e Vosţá är kuperad åt sydväst, men åt nordost är den bergig. Runt Ātashgāh-e Vosţá är det ganska glesbefolkat, med 47 invånare per kvadratkilometer. Närmaste större samhälle är Landeh, 5,0 km öster om Ātashgāh-e Vosţá. Omgivningarna runt Ātashgāh-e Vosţá är i huvudsak ett öppet busklandskap.